# Чжао Тао
Чжа́о Та́о (кит. 赵涛, род. 28 января 1977, Тайюань) — китайская актриса.

## Биография
В детстве училась классическому китайскому танцу. В 1996 поступила на отделение фольклорного танца в Пекинскую хореографическую академию. После её окончания преподавала хореографию в тайюаньском колледже, где её нашел режиссёр Цзя Чжанкэ, готовившийся к съёмкам фильма Платформа. С тех пор они работают вместе, в 2012 они поженились.

## Фильмография
- 2000 — Платформа (Цзя Чжанкэ)
- 2002 — Неизведанные радости (Цзя Чжанкэ)
- 2004 — Мир (Цзя Чжанкэ)
- 2006 — Натюрморт (Цзя Чжанкэ)
- 2007 — Наши десять лет (Цзя Чжанкэ, короткометражный)
- 2008 — Сити 24 (Цзя Чжанкэ)
- 2008 — Танец Дады (Юань Чжан)
- 2008 — Любовь на реке (Цзя Чжанкэ)
- 2010 — Десять тысяч волн (Исаак Жюльен)
- 2011 — Шун Ли и поэт (Андреа Сегре; Премия «Давид ди Донателло» за лучшую женскую роль)
- 2011 — 3.11, чувство дома (коллективный проект)
- 2013 — Прикосновение греха (Цзя Чжанкэ)
- 2015 — И горы сдвигаются с места (Цзя Чжанкэ)
- 2018 — Пепел — самый чистый белый (Цзя Чжанкэ)